# Lietzen/Döbberin
Lietzen/Döbberin este o arie protejată (sit de importanță comunitară — SCI) din Germania întinsă pe o suprafață de 393,82 ha, integral pe uscat.

## Localizare
Centrul sitului Lietzen/Döbberin este situat la coordonatele 52°27′19″N 14°21′34″E / 52.4553°N 14.3594°E.

## Înființare
Situl Lietzen/Döbberin a fost declarat sit de importanță comunitară în septembrie 2000 pentru a proteja 6 specii de animale.

## Biodiversitate
Situată în ecoregiunea continentală, aria protejată conține 2 habitate naturale: Lacuri eutrofice naturale cu vegetație de tip Magnopotamion sau Hydrocharition, Pajiști calcaroase din nisipuri xerice.
La baza desemnării sitului se află mai multe specii protejate:
- păsări (1): becațină comună (Gallinago gallinago)
- amfibieni (2): buhai de baltă cu burta roșie (Bombina bombina), triton cu creastă (Triturus cristatus)
- pești (3): zvârluga (Cobitis taenia), țipar (Misgurnus fossilis), boarță (Rhodeus sericeus amarus)

Pe lângă speciile protejate, pe teritoriul sitului au mai fost identificate 24 de specii de plante, 4 specii de amfibieni, 1 specie de reptile.